# 金剛巌 (初世)

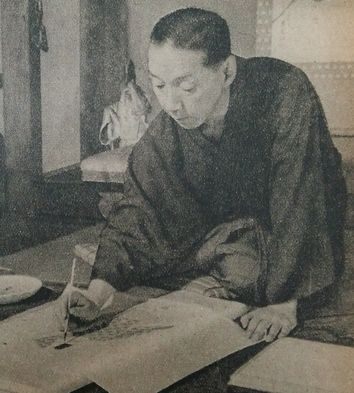
1947年

金剛 巌（こんごう いわお、1886年（明治19年）3月25日 - 1951年（昭和26年）3月21日）は、シテ方金剛流能楽師。二十四世金剛流宗家。本名は岩雄
京都・野村金剛家の金剛謹之輔の子。1936年、金剛右京の死去により坂戸金剛家が断絶したのを受け、翌1937年（昭和12年）、他の四流の家元の推薦により金剛流家元となり、宗家継承。
子に二世金剛巌。

## 著書
- 『能と能面』（創元社、1951年）
  - 『能と能面』新版（創元社、1983年）